# Distretto di Monapo
Il distretto di Monapo è un distretto del Mozambico, facente parte della Provincia di Nampula.